# The Girl Is Mine
"The Girl Is Mine" er en single fra Michael Jacksons Thriller-album fra 1982. Nummeret er en duet mellem Michael Jackson og Paul McCartney, der også havde hjulpet Jackson med hans Off the Wall-album.
"The Girl Is Mine" handler om en pige, som Michael Jackson mener er forelsket i ham, men Paul McCartney mener, at pigen naturligvis er forelsket i ham.
Sangen blev på Thriller 25-albummet, som blev lanceret i anledning af Thrillers 25 års jubilæum, sunget af Michael Jackson sammen med Will.i.am.

## Hitlister
| Hitliste (1982–83)       | Højeste placering |
| ------------------------ | ----------------- |
| Australia                | 4                 |
| Canada                   | 8                 |
| Dutch Singles Chart      | 16                |
| Irish Singles Chart      | 4                 |
| New Zealand              | 3                 |
| Norwegian Singles Chart  | 2                 |
| South Africa (Springbok) | 5                 |
| Spain                    | 1                 |
| UK Singles Chart         | 8                 |
| US Billboard Hot 100     | 2                 |
| US R&B Singles Chart     | 1                 |
| US Adult Contemporary    | 1                 |

| Year-end chart (1983)          | Rank |
| ------------------------------ | ---- |
| US Top Pop Singles (Billboard) | 49   |